# بابا (دواء)
حمض 4-أمينوبنزويك (بالإنجليزية: 4-Aminobenzoic acid) (يعرف أيضا بحمض بارا-أمينوبنزويك أو بابا اختصارا لأن ذرة الكربون رقم 4 في حلقة البنزين يعرف الموقع الذي تتخذه بالموقع بارا) وهو مركب عضوي صيغته الجزيئية H2NC6H4CO2H. وهو مادة بلورية لونها أبيض إلى رمادي وهي تذوب جزئيا في الماء.وهو يتكون من حلقة بنزين تم استبدال ذرتي هيدروجين منها لتحل محلهما مجموعتا الأمين والكاربوكسيل العضويتان.

## كيمياء حيوية للدواء
يقتل هذا الدواء الميكروبات عن طريق تثبيط إنتاج وتكوين بعض المواد الضرورية لعمليات الأيض لدى مسببات الأمراض.